# Yusuke Miura
Yusuke Miura (三浦 雄介 Miura Yusuke?, nacido el 27 de agosto de 1991 en Tokio) es un futbolista japonés que se desempeña como centrocampista.

## Trayectoria

### Clubes
| Club                    | País  | Año         |
| ----------------------- | ----- | ----------- |
| YSCC Yokohama           | Japón | 2014 - 2016 |
| Suzuka Unlimited FC     | Japón | 2017        |
| Tokyo Musashino City FC | Japón | 2018 -      |

## Estadística de carrera

### J. League
| Club          | Año   | J. League | J. League | Copa J. League | Copa J. League | Total | Total |
| Club          | Año   | Part.     | Goles     | Part.          | Goles          | Part. | Goles |
| ------------- | ----- | --------- | --------- | -------------- | -------------- | ----- | ----- |
| YSCC Yokohama | 2014  | 12        | 0         | -              | -              | 12    | 0     |
| YSCC Yokohama | 2015  | 14        | 0         | -              | -              | 14    | 0     |
| YSCC Yokohama | 2016  | 2         | 0         | -              | -              | 2     | 0     |
| Total         | Total | 28        | 0         | 0              | 0              | 28    | 0     |